# Schellhorn
Schellhorn er administrationsby og en kommune i det nordlige Tyskland, beliggende i Amt Preetz-Land i den sydvestlige del af Kreis Plön. Kreis Plön ligger i den østlige/centrale del af delstaten Slesvig-Holsten.

## Geografi
Schellhorn er beliggende lige sydøst for Preetz ved Lanker See. Byen ligger omkring 16 km fra Kiel og 11 km fra Plön. I kommunen ligger ud over Schellhorn, landsbyerne Freudenholm, Scharstorf og Sophienhof.